# Кто эта девчонка? (будущий фильм)
«Кто эта девчонка?» (англ. Little Sparrow) — будущий художественный фильм, режиссёром и соавтором сценария которого стала Мадонна. Главную роль исполнит Джулия Гарнер.

## Сюжет
Подробности сюжета держатся в тайне.
В пресс-релизе председатель Universal Filmed Entertainment Group Донна Лэнгли заявила, что фильм будет посвящен музыкальной карьере Мадонны, а также «более широкой, неприукрашенной истории» её жизни.

## В ролях
- Джулия Гарнер — Мадонна

## Производство
В 2016 году сценарий режиссёра Элизы Холландер «Blonde Ambition» для биографического фильма, посвященного ранней карьере Мадонны, возглавил «Чёрный список» из неснятых сценариев за тот год. Кинокомпания Universal Pictures приобрела права на сценарий Холландер в апреле 2017 года, а Бретт Рэтнер, Майкл Де Лука и Джон Заозирни из компании Bellevue Productions были назначены продюсерами. Позже в том же месяце Мадонна выразила неодобрение по поводу того, что Universal занимается этим проектом, в своём сообщении в Instagram, она пишет: «Только я могу рассказать свою историю. Любой другой, кто пытается это сделать, — шарлатан и дурак, ищущий мгновенного удовлетворения без выполнения работы. Это болезнь нашего общества».
Мадонна объявила о совместной работе над сценарием со сценаристом Диабло Коди через видео в Instagram в августе 2020 года. В следующем месяце она официально объявила, что будет режиссёром байопика для Universal и напишет сценарий в соавторстве с Коди, а Эми Паскаль займется продюсированием. В Instagram Live певица раскрыла несколько деталей сюжета и подтвердила, что хотя фильм не будет мюзиклом, актриса, изображающая Мадонну, будет исполнять её песни в диегетическом режиме. Позже Коди покинула проект после завершения работы над сценарием, и Эрин Крессида Уилсон стала соавтором сценария.
В октябре 2021 года в интервью на шоу The Tonight Show Starring Jimmy Fallon Мадонна заявила, что отвергла несколько попыток мужчин создать фильм о её жизни, и что её проект позволит ей рассказать свою собственную историю с женской точки зрения.
Мадонна раскрыла рабочее название фильма, «Маленький воробей», в своём Instagram в феврале 2022 года.
В июле 2022 года Мадонна описала Variety сценарий как «очень длинный», отметив, что сейчас она находится в процессе «сокращения» материала.
В марте 2022 года в статье The Hollywood Reporter подробно описывался многомесячный процесс прослушивания на главную роль, который включал 11-часовые занятия хореографией с хореографом Мадонны и уроки вокала для лучших претенденток. На роль рассматривались такие актрисы, как Флоренс Пью, Алекса Деми, Джулия Гарнер, Одесса Янг, Эмма Лэрд, Барби Феррейра и Сидни Суини, а также певицы Бебе Рекша и Скай Феррейра. Актриса Джулия Фокс встретилась с Мадонной в начале того же года, чтобы обсудить роль Деби Мазар, актрисы и давней подруги певицы. 8 июня 2022 года стало известно, что Джулия Гарнер получила роль Мадонны в фильме.